# Varnava Rosić

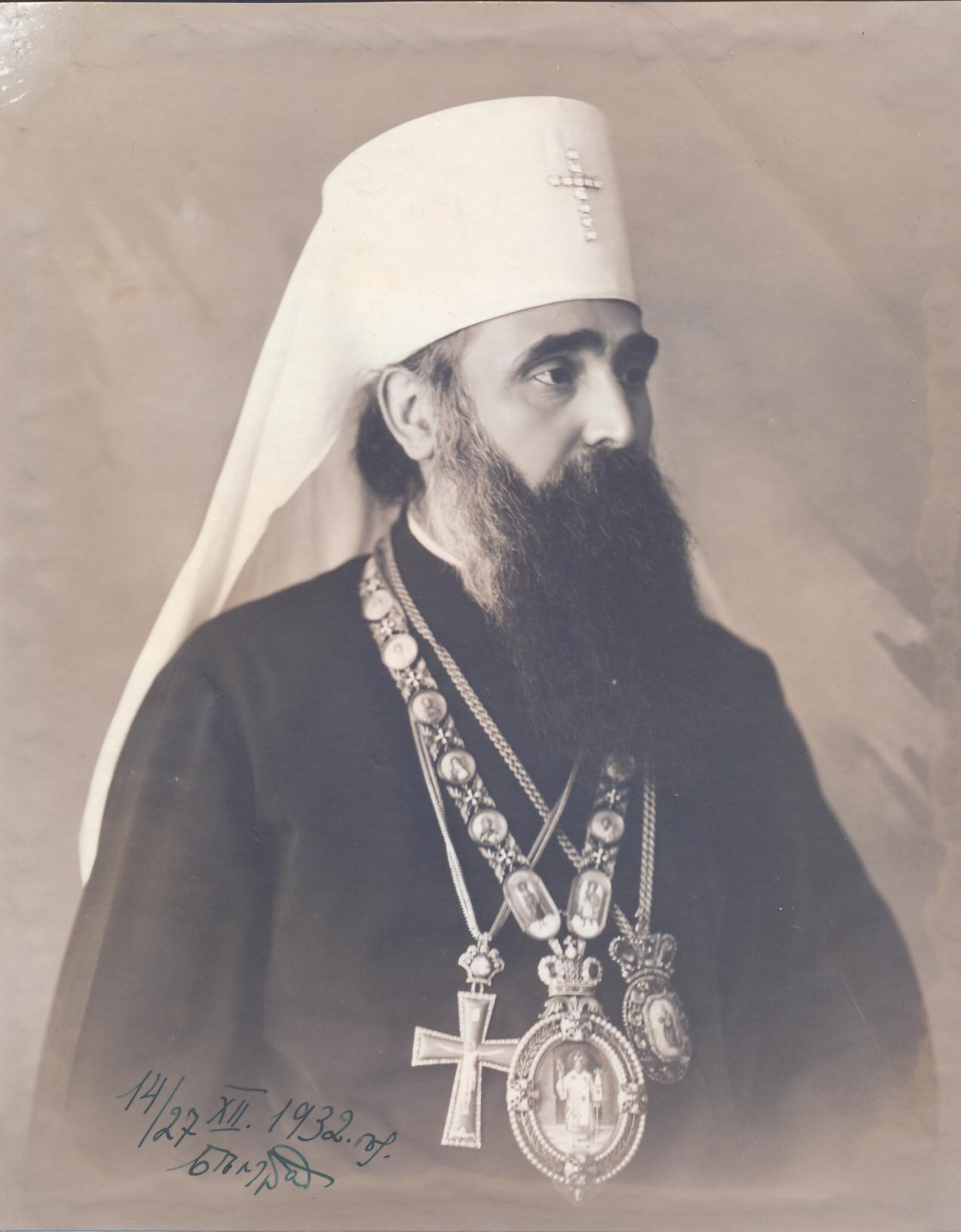
Varnava Rosić, 1932

Varnava (serbisch-kyrillisch Варнава, bürgerlich Petar Rosić/Петар Росић; * 29. August 1880 in Pljevlja, Osmanisches Reich; † 23. Juli 1937 in Belgrad) war von 1930 bis 1937 Patriarch der Serbisch-Orthodoxen Kirche.

## Leben
Rosić kam als Sohn des Landarbeiters Djordje Rosić zur Welt. Die Grundschule besuchte er in seinem Heimatort, das Lehrer- und Priesterseminar 1898/99 in Prizren. Anschließend studierte er an der Geistlichen Akademie Sankt Petersburg, einer Bildungseinrichtung der Russisch-Orthodoxen Kirche in St. Petersburg, die u. a. mit Metropolit Damaskin (Grdanički) von Zagreb, dem heiliggesprochenen Theologen Justin Popović und Professor Gregorios Papamichael, dem Wiederentdecker der Werke des Heiligen Gregor Palamas, weitere bekannte Hierarchen in anderen Landeskirchen hervorbrachte. Nach fünf Jahren Studium wurde er 1905 in den Mönchsstand aufgenommen und wirkte anschließend in Konstantinopel als Geistlicher, als Lehrer an der serbischen Schule sowie als Mitarbeiter der Zeitung Konstantinopler Bote. Im Jahr 1910 wurde Rosic dann Bischof von Veles.
Am 17. November 1920 wurde er zum Metropoliten von Skoplje gewählt und ging mit dem, wegen seines serbischen Nationalismus und Antisemitismus umstrittenen, Bischof von Ohrid-Bitola Nikolaj (Velimirović) daran, das kirchliche Leben in Makedonien zu erneuern. Er gehörte 1934 auch zu den Teilnehmern, als Bischof Nikolaj vom Dritten Reich in der deutschen Botschaft in Belgrad eine Medaille für die Wiederherstellung eines deutschen Soldatenfriedhofs in der mazedonischen Stadt Bitola verliehen wurde.
Am 15. September 1935 legte er als Patriarch den Grundstein für den im Belgrader Stadtbezirk Vračar gelegenen Dom des Heiligen Sava. Zudem geht auf seine Unterstützung die Gründung orthodoxer Gemeinden in Slowenien zurück, deren Kirchen „Ciril i Metod“ in Ljubljana und „Sava“ in Celje von ihm geweiht wurden.
Bei einer Begegnung mit deutschen Journalisten im Jahr 1937 erklärte er sein lebendiges Interesse am nationalsozialistischen Deutschland, lobte Adolf Hitler für dessen Kampf „im Dienst der Menschheit“ und erklärte seine Sympathie für dessen Kampf gegen den Kommunismus. Gleichwohl war Seraphim, ethnischer Deutscher und ab 1938 Erzbischof von Berlin und Deutschland, der am stärksten Pro-Hitlerdeutschland eingestellte Vertreter des serbischen Klerus.
Varnava gehörte zu den treibenden Kräften, die gegen das Konkordat des Vatikans mit dem Staat Jugoslawien protestierten. So wurde beispielsweise Ende 1936 eine Deklaration veröffentlicht, nach der die Serbische Kirche nicht nur eine religiöse Institution, sondern – aufgrund ihres Beitrags zur Schaffung des Staates – auch eine nationale Institution sei und daher das Recht habe, die jahrhundertealte historische Position auch zu verteidigen. Ausdrücklich nannte er an anderer Stelle beispielsweise die vom Konkordat erstmals vorgesehene Zulassung der Laienbewegung „Katholische Aktion“, die er als eine Bedrohung des orthodoxen Serbentums ansah.
In einer seiner zornigen Reden gegen das Konkordat beschwerte er sich über die Vorwürfe, seine Seite bringe die Politik in die Kirchen. Vielmehr sei es so, dass jene, die ihren Verstand, ihren Patriotismus und ihren Respekt verloren hätten, ihr Gift in den nationalen Organismus brächten – weshalb es an der Orthodoxen Kirche läge, den Menschen die Wahrheit zu sagen. Vor diesem Hintergrund überlegte der damalige Ministerpräsident Milan Stojadinović beispielsweise, Varnavas Widerstand mit einem Skandal über dessen Frauenbeziehungen erpresserisch zu beenden. Die katholische Kirche indes, angeführt von Alojzije Stepinac, ließ Stojadinović ausrichten, dass sie mit einem solchen Zustandekommen des Konkordats nicht glücklich wäre. Auch ohne Erpressung kam in der Nationalversammlung schließlich ein positives Votum für das Konkordat zustande – mit 166 Pro- und 128 Contra-Stimmen. Unter Berufung auf Westcott 2010 schreibt Pank, dass Varnava am Abend der Abstimmung „auf mysteriöse Weise“ starb und beide Brüder nach einem Besuch beim sterbenden Varanava ebenfalls umkamen.

## Familie
Rosić war ein Großonkel der Performancekünstlerin Marina Abramović.